# Трънково (област Ямбол)
 За другото българско село вижте Трънково (Област Стара Загора).  
Трънково е село в Югоизточна България. То се намира в община Елхово, област Ямбол. До 1934 година името на селото е Курмушлии.
История на Трънково – Слави Желев Вълев по предание от Желю Илчев Грудев починал на 107 години

## География
Трънково е разположено в долината на река Тунджа и част от Дервентските възвишения на западния бряг на реката, в югоизточната част на Тракийската низина между Странджа и Сакар. Намира се на 7 км от Елхово, 47 км от Ямбол, 35 км от Тополовград и 348 км от София. Селото е защитено от север-североизток от Ормана (Горна Топчия), затова през зимата северните ветрове не са така силни (средна скорост 3,0~3,2 м/сек). Средно мъгливите дни през годината са 73: максимално през януари – 18, минимално праз август – 5 дни.

## История
Трънково е основано през 1864 година от две фамилии – Илчеви и Косеви. Първи идват Илчеви, от село Ястребово (Област Стара Загора) - Старозагорско; втората фамилия, Косеви, пристигат в селото от Бояджик - Ямболско, непосредствено след Бояджишкия бунт, които избухва на 17 май 1876 година. Първият етап на населване започва с дядо Илчо (Илчо Грудев Илчев), който през 1872 година заедно със своите шест сина: Теню, Петко, Иван, Груди, Злати и Желю се заселва в землещето и започва развитие на животновъдна и земеделска дейност. След стабилизиране на рода, дядо Илчо Грудев заедно със сина си Груди Илчев Грудев се завръща в село Ястребово. В Курмушлии (Трънково) остават синовете му Теню, Петко, Иван, Злати и Желю. Дядо Желю e роден през 1835 г. и умира в 1942 г. в село Трънково на 107 години.
След населването си селото е многократно опожарявано и ограбвано от черкези и татари под подстрекателството на Карапчанци /Маломирци /. Жителите на селото не смеят да излязат по нивите си, а жените не могат да останат сами в къщите от постоянните набези на черкезите. Стига се до даване на жертви от страна на засалниците. Жителите на селото постоянно отблъскват въоръжените набези на нападателите. Един ден след поредния набег старейшините на рода решават да се оплачат на Асан бей, в чието землище живеели и от когото взели земята за селото. След като ги изслушва, той изпраща да повикат кмета на Карапча и след пристигането му в присъствието на бея на Пандаклии (Тенево), заявява: "Ако от този ден Карапчански крак премине границата, обозначена от мен с черен камък (и днес още местността се казва Черният камък в дълбокия път), ще си имат работа с мен!" – жест, които за онова време е бил много голяма рядкост и действително от този ден за селото настъпва покой.

## Религии
Жителите на селото са християни. Църквата на селото е строена през 1937 година с доброволен труд от жители на селото. (Данни за периода на строежа и самия строеж има закопани в параклиса на църквата.) След 1953 г. вероизповеданието е занемарено под въздействието на комунистическите идеологии, насаждани в мисленето на населението: спират църковните венчавки и кръщавания, спират също така неделните литургии. С течение на времето църквата започва да се руши. Изчезват както икони, така и църковните принадлежности. Камбаната е съхранявана в историческия музеи в град Елхово, като впоследствие е върната и сега отново си бие в селото.

## Традиционни ястия за селото
Тъй като селото е сравнително старо, традициите са запазени от времето на османското владичество. В местната кухня присъстват както блажни, така и постни ястия. От блажните ястия преобладават свински, пилешки и агнешки: свинско със зеле, свинско с ориз, свинско с картофи, свинско яхния и др., с пилешко: каварма, пиле със зеле, пилешки супи, пиле яхния. Ястията с агнешко са предимно печени на тава. Също така се готви агнешко с ориз, агнешко с лапад и спанак. Трънковци са прочути като големи курбанджии. В региона курбаните се правят предимно на Гергьовден, за помени, сборове и по големи сбирания. От постните – млечник, лапад с мляко, яхния със сини сливи, зеле с домати, домати с ориз, пълнени чушки с ориз или сирене, постно зеле с ориз и др.
Особени за селото са и майсторските „дебели кори“, също наричани „карталачки“ – вид тънка баница, която се пече на сач. Популярни са и катмите на сач.